# Gare de Gulbene
La gare de Gulbene  (lettone: Gulbenes dzelzceļa stacija) est une gare ferroviaire lettone à Gulbene.

## Situation ferroviaire
La gare se trouve sur la ligne Gulbene - Aluksne.

## Histoire

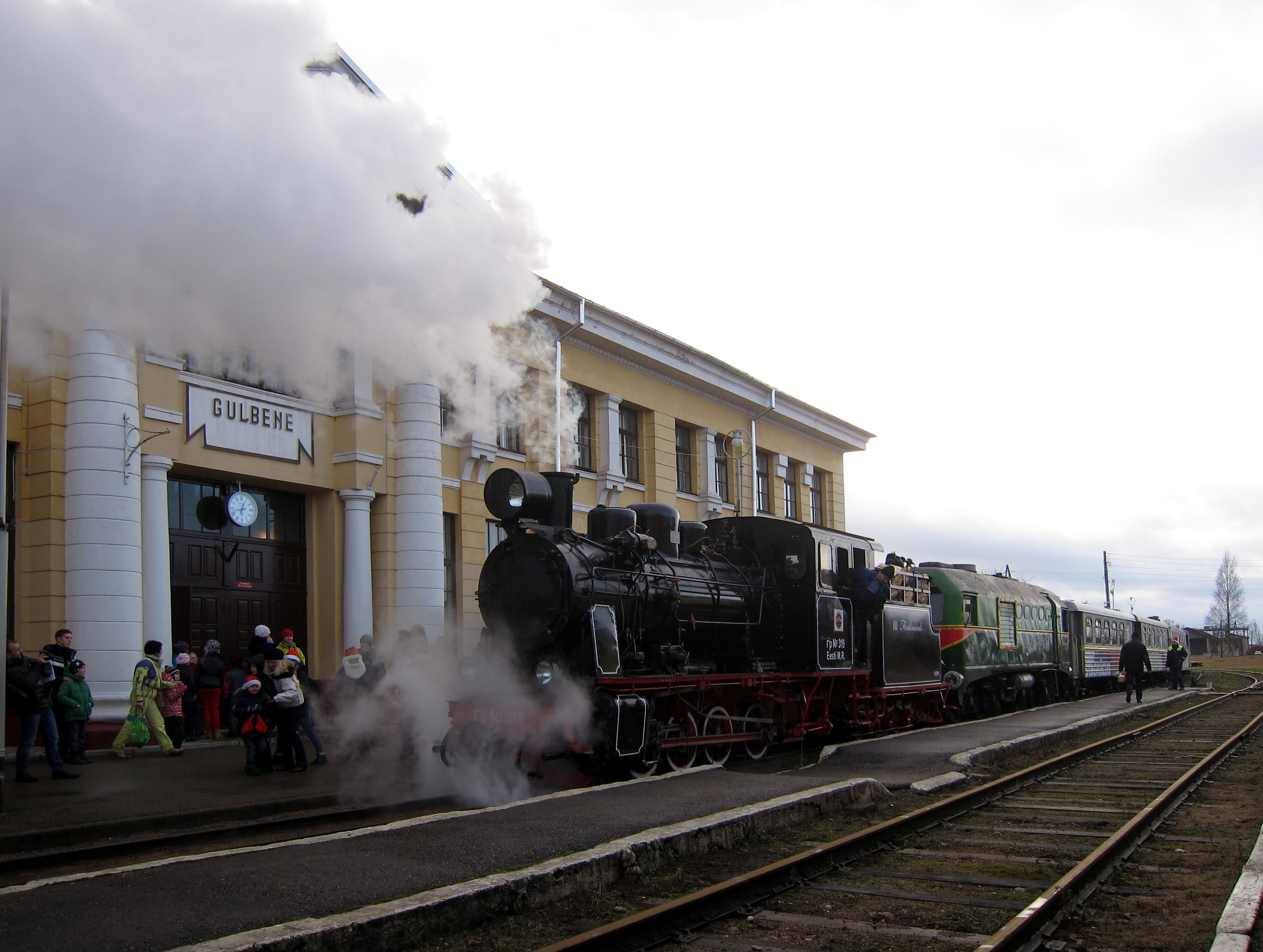
Train-vapeur en 2014.

La gare est construite en 1926. À l'époque, la presse l’appela « Gare la plus grande et la plus moderne des provinces lettones ».  Le bâtiment des voyageurs à la gare de Gulbene est la conception du professeur d'architecture Peteris Feders (1868-1936).
Détruit en 1944 pendant un raid aérien, la gare sera restaurée immédiatement après la guerre à son aspect d'origine.
La gare, avec l'ensemble de la ligne de chemin de fer à voie étroite Gulbene-Alūksne, les pistes, l'ingénierie, l'équipement, les bâtiments et le matériel roulant, bénéficie d'une protection du patrimoine de la Lettonie.